# Adrianne Palicki
Adrianne Palicki, född 6 maj 1983 i Toledo, Ohio, är en amerikansk skådespelerska, mest känd för rollen som Tyra Collette i NBC-serien Friday Night Lights (2006–2011) och som Barbara "Bobbi" Morse i Agents of S.H.I.E.L.D. (2014–2016).

## Uppväxt
Palicki föddes i Toledo, Ohio som dotter till Nancy och Jeff Palicki.
Hon påverkades av sin äldre bror, Eric, som är serietidningsförfattare, att intressera sig för serier. Palicki utexaminerades från Whitmer High School i Toledo år 2001. 
I High Scool kom hon tvåa som  homecoming queen. Palicki är 180 cm lång.

## Karriär
Palicki spelade rollen som den 
onda Siren i ett pilotavsnitt av Aquaman för
The WB. När pilotavsnittet höll på att filmas gick WB samman med 
UPN till CW och serien lades ned. 
Palicki porträtterade Tyra Collette  i de tre första säsongerna av NBCs hyllade Friday Night Lights. Under 2010 återvände hon och medverkade i de två sista avsnitten av serien.
Palicki spelade rollen som 
Jessica Moore, Sam Winchesters dömda flickvän, som dödades av en demon, i pilotavsnittet av  Supernatural. Rollfiguren uppträder igen i avsnittet "What is and What Should Never Be" i 
säsong 2 och avsnittet "Free To Be You and Me" i säsong 5
Palicki medverkade också som Judy Robinson i John Woos osålda pilotproduktion, The Robinsons: Lost in Space samt i Legion mot Lucas Black. Hon gjorde ett framträdande i Will.i.ams musikvideo "We Are The Ones" som stöd för Barack Obama i 
2008 års presidentval.
Palicki fick rollen som "Toni Mason" i Red Dawn och skulle också ha varit med i Jamie Babbits skräckfilm Breaking the Girl, men filmen blev försenad och på grund av andra åtagande tvingades hon lämna återbud. År 2010 medverkade Palicki i FOX tv-drama Lone Star, som avbröts efter två episoder, trots bra recensioner.
Den 16 februari 2011 meddelades det att Palicki hade fått rollen som  Wonder Woman i ett pilotprojekt som skulle produceras av David E. Kelley för NBC, men den 12 maj samma år beslöt man att lägga ned serien.

## Filmografi

### Film
| År   | Film                  | Roll                     | Övrigt |
| ---- | --------------------- | ------------------------ | ------ |
| 2003 | Getting Rachel Back   | Rachel                   |        |
| 2003 | Rewrite               | The Pretty Girl          |        |
| 2005 | Popstar               | Whitney Addison          |        |
| 2006 | Seven Mummies         | Isabelle                 |        |
| 2009 | Women in Trouble      | Holly Rocket             |        |
| 2010 | Legion                | Charlie                  |        |
| 2010 | Elektra Luxx          | Holly Rocket             |        |
| 2012 | Red Dawn              | Toni Walsh               |        |
| 2013 | G.I. Joe: Retaliation | Lady Jaye / Jaye Burnett |        |
| 2013 | Coffee Town           | Becca                    |        |
| 2014 | John Wick             | Ms. Perkins              |        |
| 2014 | Dr. Cabbie            | Natalie Wilman           |        |

### Television
| År                 | Produktion                     | Roll                                | Övrigt                                                           |
| ------------------ | ------------------------------ | ----------------------------------- | ---------------------------------------------------------------- |
| 2004               | Smallville                     | Kara                                | 1 avsnitt                                                        |
| 2004               | Quintuplets                    | Jessica Geiger                      | 1 avsnitt                                                        |
| 2004               | CSI: Crime Scene Investigation | Miranda                             | 1 avsnitt                                                        |
| 2005               | North Shore                    | Lisa Ruddnick                       | 2 avsnitt                                                        |
| 2005–2009          | Supernatural                   | Jessica Moore                       | 4 avsnitt                                                        |
| 2006               | South Beach                    | Brianna                             | 7 avsnitt                                                        |
| 2006–2009 och 2010 | Friday Night Lights            | Tyra Collette                       | 50 avsnitt (Återkommande, säsong 1-3; gästframträdande säsong 5) |
| 2007–2011          | Robot Chicken                  | Flera karaktärer                    | 5 avsnitt (röst)                                                 |
| 2009               | CSI: Miami                     | Marisa Dixon                        | 1 avsnitt                                                        |
| 2009               | Titan Maximum                  | Clare                               | 4 avsnitt (röst)                                                 |
| 2010               | Family Guy                     |                                     | 1 avsnitt (röst)                                                 |
| 2010               | Lone Star                      | Cat Thatcher                        | 5 avsnitt                                                        |
| 2011               | Criminal Minds                 | Sydney Manning                      | 1 avsnitt                                                        |
| 2011               | Wonder Woman                   | Wonder Woman / Diana Prince         | Pilot                                                            |
| 2014               | From Dusk Till Dawn            | Vanessa Styles                      | TV-serie baserad på filmen av Robert Rodríguez                   |
| 2014               | Om en pojke                    | Dr. Sam                             | 10 avsnitt                                                       |
| 2014–2016          | Agents of S.H.I.E.L.D.         | Barbara "Bobbi" Morse / Mockingbird | 31 avsnitt                                                       |
| 2017               | The Orville                    | Kelly Grayson                       | Återkommande                                                     |